# Svartsjötjärnen
Svartsjötjärnen är en sjö i Örnsköldsviks kommun i Ångermanland och ingår i Gideälvens huvudavrinningsområde. Sjöns area är 0,1457 kvadratkilometer och den befinner sig 272,7 meter över havet.